# Józef Wiatrzyk
Józef Wiatrzyk (ur. w 1937, zm. w 2013 w Stanach Zjednoczonych) – polski bokser, medalista mistrzostw Polski, reprezentant Polski.

## Życiorys
W latach 1953–1970 był zawodnikiem Stali Stalowa Wola.
Reprezentował Polskę na mistrzostwach Europy w 1963 (przegrał pierwszą walkę, w ćwierćfinale wagi muszej z późniejszym mistrzem Europy Wiktorem Bystrowem). W tym samym roku zajął 2. miejsce w tej samej kategorii wagowej podczas Turnieju Mistrzostw Armii Zaprzyjaźnionych.
Na mistrzostwach Polski seniorów zdobył dwa medale w wadze muszej: srebrny w 1963 i brązowy w 1964.
Stoczył 235 walk, z których wygrał 185, zremisował 14 i przegrał 36. Po zakończeniu kariery wyjechał do USA.